# Tina Ternes
Tina Ternes (* 15. August 1969 in Kaiserslautern, Deutschland) ist eine deutsche Musikerin und Komponistin.
Nachdem sie bereits in ihrer Kindheit Klavier und Kontrabass lernte, wurde sie auch in Musiktheorie an der Musikschule Kaiserslautern unterrichtet. 1988 begann sie ein Studium der Schulmusik in Mainz, das sie 1992 abschloss. Von 1992 bis 1994 studierte sie Filmmusik an der Wiesbadener Musikakademie. Sie lebt in Frankenthal.
Zu ihren Werken gehören Orchesterwerke (z. B. Concer Tina für Solokontrabass und Orchester), Chorwerke (z. B. nach Gedichten von Hugo von Hofmannsthal), Kammermusik, Musicals (z. B. das Musical Frankenthaler Geschichte(n) zum Stadtjubiläum Frankenthal 2019), Bühnenmusiken (z. B. zu Romulus der Große von Friedrich Dürrenmatt) und eine Filmmusik.
2009 gewann Tina Ternes mit ihrem Stück Windspiel den 2. Preis beim Crossover Composition Award.
2017 gewann Tina Ternes mit ihrem Bläserquintett „Aufbruch“ den 1. Preis im gleichnamigen Kompositionswettbewerb.
Die Ausschreibung des Kompositionswettbewerb ist in Kooperation mit dem Furore-Verlag und dem Zentrum Militärmusik der Bundeswehr entstanden und durchgeführt worden. Die Uraufführung durch das Blechbläserquintett des Heeresmusikkorps  Kassel fand am 29. August 2017 im Rahmen der Dokumenta in der Elisabethkirche in Kassel statt. der Elisabethkirche in Kassel statt.
2023 gewann Tina Ternes beim Kompositionswettbewerb „females featured“ (Chorakademie Baden-Württemberg, Bundesgartenschau Mannheim, Cantus Verlag, Verband deutscher Konzertchöre Landesverband Baden-Württemberg) mit ihrem Stück „For Our Planet“  den 2. Platz in der Kategorie „Jugendchor“. Die Uraufführung am 18. Juni 2023 ist auf der BUGA in Mannheim.